# Бурукан (Забайкальский край)
Бурука́н — село в Газимуро-Заводском районе Забайкальского края, Россия. Является центром сельского поселения «Буруканское». Располагается на берегу Газимур, в 43 км к от райцентра Газимурский Завод.

## История
Основано крестьянами, приписанными к Газимурскому сереброплавильному заводу. С 1851 года Бурукан — посёлок в составе Актагучинской станицы пешего войска Забайкальского казачьего войска, с 1872 года и до революции — 3-го (позднее 4-го) военного отдела ЗКВ.

## Население
| 1989 | 2002 | 2010 | 2021 |
| ---- | ---- | ---- | ---- |
| 403  | ↘343 | ↘291 | ↘274 |